# Бойтлер, Вениамин Самойлович
Вениамин Самойлович Бойтлер (6 марта 1896, Минск — 31 декабря 1976) — советский киномонтажёр, архитектор, инженер-строитель. Брат сценариста Михаила Бойтлера, актёра Аркадия Бойтлера, певицы Анны Бойтлер и балерины Инны Чернецкой (Бойтлер). Доцент (1932).

## Биография
Родился 6 марта 1896 года в Минске.
В начале 1920-х гг. в Москве работал в области перемонтажа зарубежных кинокартин для требований советской цензуры, зарекомендовав себя как выдающийся мастер этого дела. В частности, по воспоминаниям работавшего вместе с Бойтлером Сергея Эйзенштейна,

Известен один монтажный тур-де-форс, произведённый именно Веньямином, последним из этого ряда. Пришла из-за границы картина с Яннингсом «Дантон». У нас она стала «Гильотиной». В советском варианте была сцена: Камилл Демулен отправлен на гильотину. К Робеспьеру вбегает взволнованный Дантон. Робеспьер отворачивается и медленно утирает слезу. Надпись гласила что-то вроде: «Во имя свободы я должен был пожертвовать другом…» — Всё благополучно. Но кто догадывался о том, что в немецком оригинале Дантон, гуляка и бабник, чудный парень и единственная положительная фигура среди стаи злодеев, что этот Дантон вбегал к злодею Робеспьеру и… плевал ему в лицо? Что Робеспьер платком стирал с лица плевок? И что титром сквозь зубы звучала угроза Робеспьера, угроза, становившаяся реальностью, когда в конце фильма на гильотину восходил Яннингс — Дантон?! Два маленьких надреза в плёнке извлекли кусочек фильма — от момента посыла плевка до попадания. И оскорбительность плевка стала слезой сожаления по павшему другу…

О другом виртуозном приёме Бойтлера писал Виктор Шкловский:

Ему нужно было, чтобы человек умер, а он не умирал. Он выбрал момент, когда эта предполагаемая жертва зевала, взял кадр и размножил его, получилась остановка действия. Человек застыл с открытым ртом, осталось только подписать: смерть от разрыва сердца. И этот приём был настолько неожиданным, что никем не был опротестован.

Одновременно с этой работой окончил Московское высшее техническое училище как архитектор (1930). В студенческие годы входил в творческий кружок авангардного направления «Радуга в мозгах». Затем работал в кабинете архитектуры промышленных сооружений при Всесоюзной Академии архитектуры под руководством И. С. Николаева. В середине 1930-х гг. был одним из авторов проекта архитектурной реконструкции завода «Серп и Молот».
В 1936 году вместе с художником Львом Бруни и скульптором С. Д. Меркуровым принимал участие в реконструкции Сталинградского тракторного завода. В 1937 году окончил Институт повышения квалификации. Во время войны занимался проектированием и строительством оборонного завода. В 1944 году был награждён медалью «За трудовую доблесть».
В 1946—1948 годах работал в Гипроавтопроме, занимался проектированием объектов авиационной промышленности и объектов Москвы, в том числе Государственного института газовой и топливной промышленности, жилых кварталов на Октябрьском поле, посёлка нефтезавода в Ярославле, предприятий текстильной промышленности.
В 1960-х годах преподавал на кафедре промышленных сооружений Московского архитектурного института. Участвовал в художественных выставках МОСА.
Умер 31 декабря 1976 года.